# Varlichové z Bubna
Varlichové z Bubna byl český šlechtický rod, dosáhli hodnosti rytířů a svobodných pánů.

## Historie

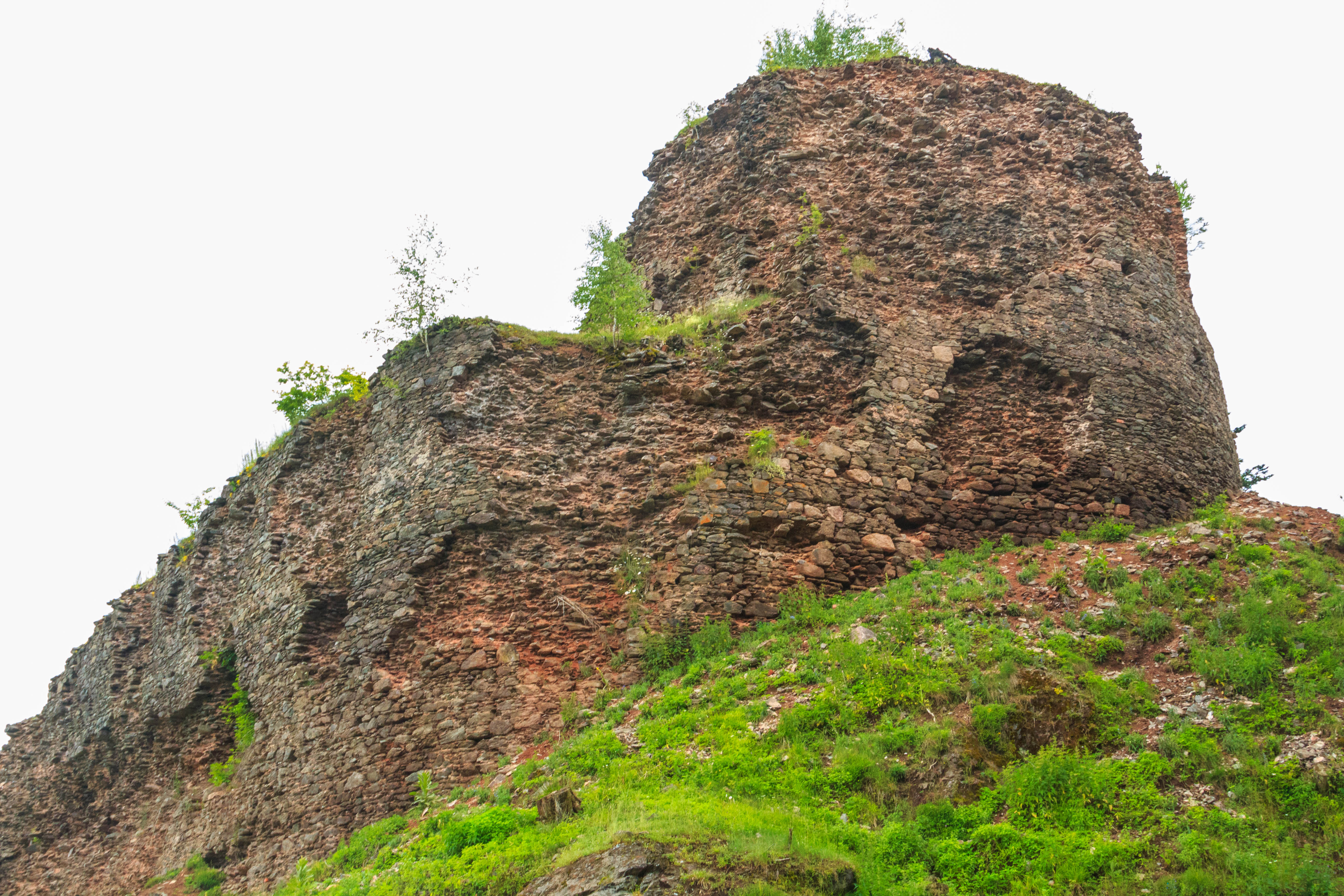
Zbytky hradu Frymburka

Předkové rodu byli tři bratři Václav řečený Varlich, Racek z Bubna a Držkraj zvaný Stoklasa z Hrádku, kteří roku 1415 věnovali volenickému kostelu roční plat 6 kop grošů.
Stach Buben z Hrádku patronoval ve Volenicích roku 1395, je proto zřejmé, že byl praotcem rodu Varlichů v západních Čechách. Po Držkrajovi záhy zemřelém dědil spolkem bratr Václav zvaný Varlich z Frimburka roku 1437, jehož syn Racek Varlejch z Bubna byl na Frimburce dobyt od Viktorína z Poděbrad roku 1467 a od té doby seděl na Krejnicích. Odpovědným jsa nepřítelem pana Jana z Rožmberka byl od jeho purkrabí helfenburského Jana z Vlksic roku 1471 zajat a obrán, načež vstoupil do služeb krále Matyáše Korvína uheroku u hejtmana jeho na Cmundě Mikuláše Španovského z Lísova roku 1485.
Roku 1493 bratři Jan a Stach Varlich obdrželi od krále panství v Hartmanicích, Nezdicích, Novém Městě a Rapoticích za Sušicí. Jan později v letech 1520-1526 držel také hrad Vildštejn na Plzeňsku a kšaftem svým odkázal roku 1531 bratru Václavovi dům v Plzni: sirotky jeho opatrovali vladyka Chlumčanský a Smil Nebyslovský z Drahobuze.
Stach Varlich z Bubna je připomínán roku 1517 v Lázu na Prácheňsku, zemřel brzy po roce 1534 a byl pochován v kostele ve Strakonicích. Václav Varlich z Bubna prodal před roku 1544 statek Újezdec Klatovským a držel roku 1534 Radkovice u Žinkov. Janovi synové Jan, Markvart, Jindřich za sebe i na místě Kryštofa bratra let nemajícího pohnali poručníky někdy Jana Varlicha z Bubna roku 1535 a rozdělili se v letech 1548 a 1564 o statky své. Kryštof držel Kbel na Klatovsku, ale zemřel již před roku 1576 za poručníka dětí svých ustanoviv bratra Jana na Radkovicích, jenž Kryštofa také dlouho nepřežil, zemřel již roku 1580, zůstaviv syny Václava na Radkovicích a Adama na Bílucích. Václav prodav Radkovice usadil se na Zvíkovci a Hřebečníkách, byl hejtmanem kraje rakovnického, ale konfiskací oba statky své ztratil a neštěstí toho dlouho nepřečkav zemřel roku 1621. Jeho bratr Adam zemřel v mladém věku roku 1598, a byl pochován v Měčíně. Po Kryštofovi kbelském zůstal syn Vilém Varlich z Bubna, jenž v letech 1597–1599 v Klenovém a v letech 1631-1637 ve Lhotce hořejší žil s manželkou Anéžkou Nebylovskou z Drahobuze, která držela ještě roku 1652 Velké Hoštice. Děti jejich známe dvě, a sice syna Heřmana a dceru Kateřinu, ale bližšího o nich nic nevíme. Adama Varlicha z Bubna synem byl snad Kryštof Jindřich, jenž dvůr ve vsi Výrově měl v letech 1613-1620, na Petršpurce roku 1624 hejtmanil a potom na Řeřichách seděl roku 1630. Smrt jeho oplakávala manželka Eva Hrobčická z Hrobčic a tři dcery.
Z Václavových synů Heřman seděl na Zvíkovci roku 1616 a měl tři syny nezletilé: Jindřicha (později na Podmoklech), Oldřicha a Mikuláše; dcera jeho Salomena provdala se za Jiřího Václava Hrušku z Března. Druhý syn Václavův Jindřich Markvart Varlich z Bubna byl roku 1630 hejtmanem statku sv. Kříže na Klatovsku, roku 1635 spravoval panství hostouňské k rukám sirotkův a v letech 1639-1655 byl kurátoren nezletilých bratří Jiřího Gottharda a Oldřicha Viléma Janovských z Janovic na Tedražicích a Janovicích. S manželkou Helenou Alžbětou z Modlíškovic, která v letech 1655-1670 druhý díl Tedražic držela, měl tři syny: Viléma, Jaroslava Kunatu a Jana Ctibora a dceru, provdanou za Jana Ferdinanda Renspergera z Renšperku.
- Jaroslav Kunata († 1677) pojal za manželku Annu Zuzanu z Lipovic, s níž měl dceru Markétu Magdalenu.
- Jan Ctibor seděl též na jednom díle Tedražic, zemřel roku 1681.
- Třetí bratr Vilém Varlich z Bubna (1670-81) usadiv se na Pečetíně oženil se se Sibyllou Polexinou Kánickou z Čachrova a zplodil s ní pět synů: Františka Jindřicha, Jana Maximiliána, Jana Kryštofa, Adama Petra a Viléma Ctibora. Jan Maximilián měl s manželkou Markétou Terezií Plánskou ze Žeberka syna Jana Karla Varlicha z Bubna, který umřel bezdětek jako druhý hejtman kraje bechyňského a byl pochován v Táboře roku 1742. Adam Petr byl setníkem pluku Sickinského roku 1722 a měl syna Adama Ignáce připomínaného roku 1736. František zemřel roku 1721 v Praze ve svém domě na Novém Městě.
- Jan Kryštof a Vilém Ctibor měli každý četné potomstvo. Jan Kryštof pojal za manželku Kateřinu Kyšperskou ze Vřesovic a na Vlásenici u Tábora roku 1693, s níž zplodil (dle svatováclavského kalendáře z roku 1736) pět synů: Františka, jenž byl roku 1736 praporčíkem u armády, Jana Václava, Maximiliána Karla, Františka. Bratr Janův Kryštofův, Vilém Ctibor, byl radou purkrabského úřadu v Praze roku 1722 a oženil se s Renatou z Řičan, kteráž mu porodila šest synů: Jana Křtitele Václava, Jana Václava Františka, Jana Nepomuka Heřmana Viléma, Jana Michala, Jana Norberta a Jana Maximiliána. Jan Nepomuk Heřman Vilém zemřel v 17. roce věku svého roku 1747 a pochován jest u svatého Štěpána v Praze. Jan Václav byl farářem v Bernarticích u Tábora a zemřel roku 1803. Jan Míchal oddal se též stavu kněžskému a zemřel jako děkan kapitulní v Praze roku 1804. Dle soudobých zpráv byl velmi vzdělaný a miloval český národ i jazyk. Maximilián Karel byl roku 1786 plukovníkem v pluku hraběte Pálffyho a měl syna Karla, poručíka v témž pluku. Pátý syn Vilémův Ctiborův, Jan Norbert, byl roku 1794 a 1795 krajským komisařem v Klatovech a v letech 1799-1804 prvním krajským komisařem v Táboře. R. 1786 připomínají se čtyři synové Janovi Norbertovi: František, poručík Wurmserova pluku husarského, Antonín, Josef a Jan. Josefu Varlichovi z Bubna prodal roku 1769 Filip Hněvsa Stráník z Kopidlna statek Dobrohošť na Berounsku, roku 1778 Jan Jindřich hroku z Bissingen lenní statek Slavkovice v Pracheňsku a roku 1782 Libor Losi z Losenau statek Radíč. Nemaje přirozených dědiců Josef zřídil kšaftem roku 1812 děti příbuzného svého Antonína Koce z Dobrše za dědice.
- Kromě těchto Varlichů z Bubna byli roku 1786 ještě tři bratří ve vojště rakouském: Josef poručíkem ve 3. pluku dělostřeleckém, Prokop poručíkem ve pěším pluku hraběte Terziho a Jan Václav poručíkem v pluku Belgiojosově a kromě nich Jan Varlich z Bubna majorem dělostřelectva v letech 1795 až 1799.

František Varlich z Bubna narozený ve Velkých Herolticích u Opavy roku 1794 vstoupil jako patnáctiletý jinoch do císařské armády a vyznamenal se ve všech válkách první poloviny 19. století. Stal se generálmajorem a za své zásluhy byl roku 1850 vyznamenán řádem Leopoldovým, a poté se odebral na odpočinek. Pro dlouholeté výborné služby byl 1. července 1860 povýšen do stavu svobodných pánů a jmenován poručíkem v císařské gardě harcířské. Zemřel roku 1875. Zůstavil dva syny, Josefa a Františka
- František byl c. k. komisařem ve Kremži v letech 1877-1879 a přidělen jako hejtman k pražskému místodržitelství. V Praze zemřel roku 1884 v mladém věku 34 let bez mužských potomků.
- Josef svobobodný pán Varlich z Bubna, bratr zemřelého Františka, byl náměstken sekretáře v ministerstvě zemědělství ve Vídni.
- Z rytířů Varlichů z Bubna žili roku 1870 Heřman, setník u 46. uherského pěšího pluku a Rudolf, generálmajor. Dalším byl Maximilián rytíř Varlich z Bubna, poručík ve 12. pluku husarském.